# Härslövs socken
Härslövs socken i Skåne ingick i Rönnebergs härad och är sedan 1974 en del av Landskrona kommun, från 2016 inom Härslövs distrikt.
Socknens areal är 24,55 kvadratkilometer varav 24,46 land. År 1991 fanns här 913 invånare. Godset Hildesborg samt tätorten Härslöv med sockenkyrkan Härslövs kyrka ligger i socknen.

## Administrativ historik
Socknen har medeltida ursprung. 
Vid kommunreformen 1862 övergick socknens ansvar för de kyrkliga frågorna till Härslövs församling och för de borgerliga frågorna bildades Härslövs landskommun. Landskommunen utökades 1952 och uppgick 1974 i Landskrona kommun. Församlingen utökades 1995 och uppgick 2006 i Landskrona församling.
1 januari 2016 inrättades distriktet Härslöv, med samma omfattning som Härslövs församling hade 1999/2000 och fick 1995, och vari detta sockenområde ingår.
Socknen har tillhört län, fögderier, tingslag och domsagor enligt vad som beskrivs i artikeln Rönnebergs härad. De indelta soldaterna tillhörde Norra skånska infanteriregementet, Rönnebergs kompani och Skånska husarregementet, Fjerresta skvadron, Billeholms kompani.

## Geografi
Härslövs socken ligger nordost om Landskrona vid Öresund med Råån i öster. Socknen är en mjukt kuperad odlingsbygd med höjder som i Hillehögsåsen når 101 meter över havet.

## Fornlämningar
Drygt 45 boplatser och lösfynd från stenåldern är funna. Från bronsåldern finns cirka 45 gravhögar.

## Namnet
Namnet skrevs i mitten av 1300-talet Herslef och kommer från kyrkbyn. Efterleden är löv, 'arvegods'. Förleden innehåller troligen ett mansnamn oklart vilket..